# Тамбовский уезд
Тамбо́вский уе́зд — административная единица в составе Азовской губернии, Воронежской губернии, Тамбовского наместничества и Тамбовской губернии, существовавшая с 1708 до 1928 года. Центр — город Тамбов.

## География
Тамбовский уезд был расположен в средней части южной полосы Тамбовской губернии. Наибольшее протяжение с севера на юг около 135 км, с востока на запад — около 95 км. Поверхность была ровная, степного характера, с грядами невысоких отлогих холмов по водоразделам. Низменные сырые и лесные места встречались в долинах рек и были значительными только в северной части уезда по правому берегу реки Цны. Из полезных ископаемых встречались фосфориты, залежи торфа и поверхностные скопления болотной железной руды, не имевшие практического значения. Из почв преобладал чернозём до 1 м глубины. Встречались в чернозёмных площадях подзолистые места, называемые «солонцами». На северо-востоке уезда была небольшая площадь песчаных и супесчаных почв. В уезде получала начало река Цна, бассейн которой охватывал большую часть уезда. К югу от истоков Цны, в юго-восточном углу уезда, текла река Савала, приток Хопра, на юго-западе находились верховья Битюга, притока Дона, на западных и восточных окраинах уезда были верховья речек, текущих на запад в приток Дона Воронеж и на восток в приток Хопра Ворону. Площадь уезда была равна 9,7 тыс. км² в 1897 году и 10,3 тыс. км² в 1926 году.

## История

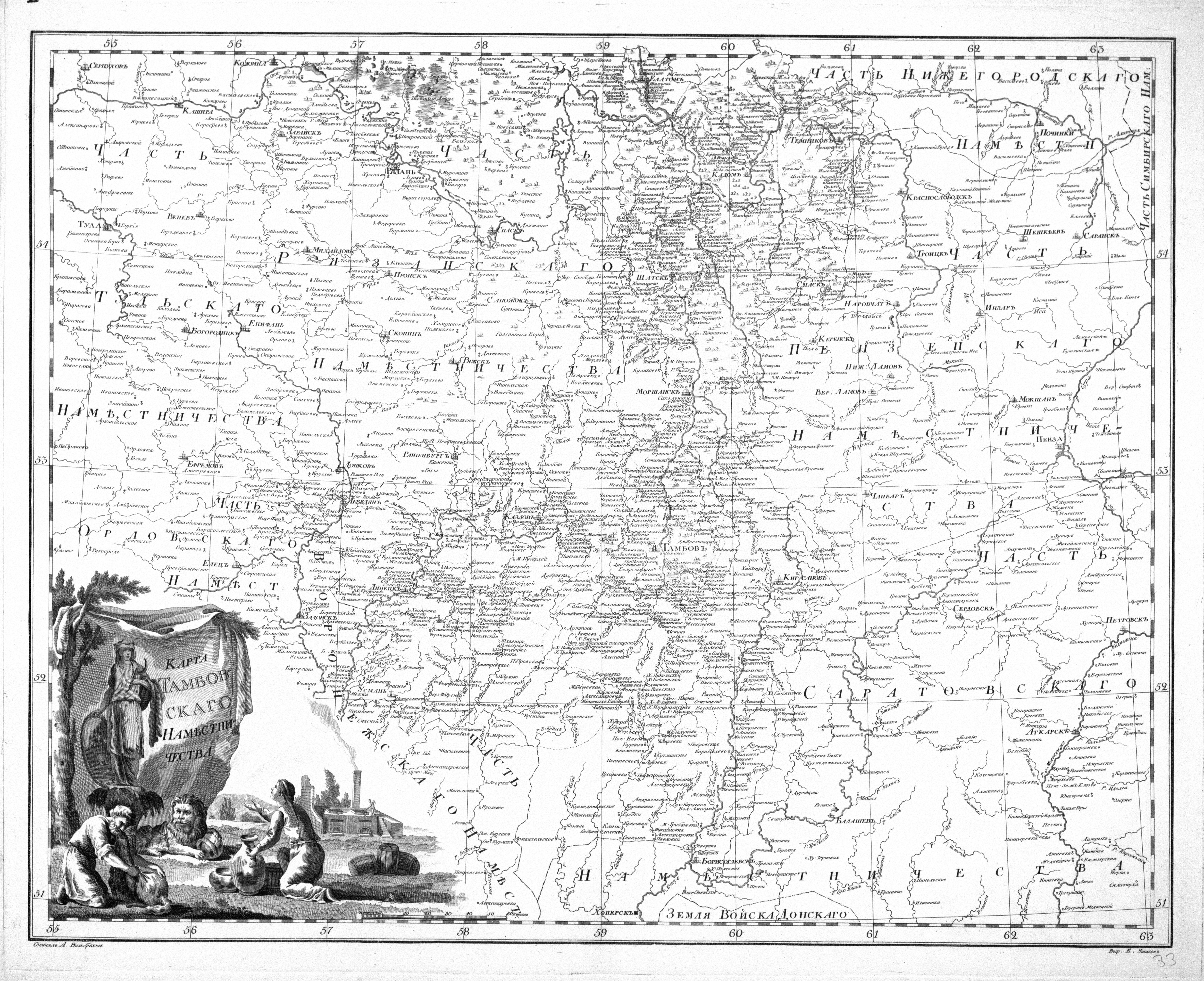
Карта Тамбовского наместничества из Российского атласа из сорока четырех карт состоящего и на сорок на два наместничества Империю разделяющего» (1792).

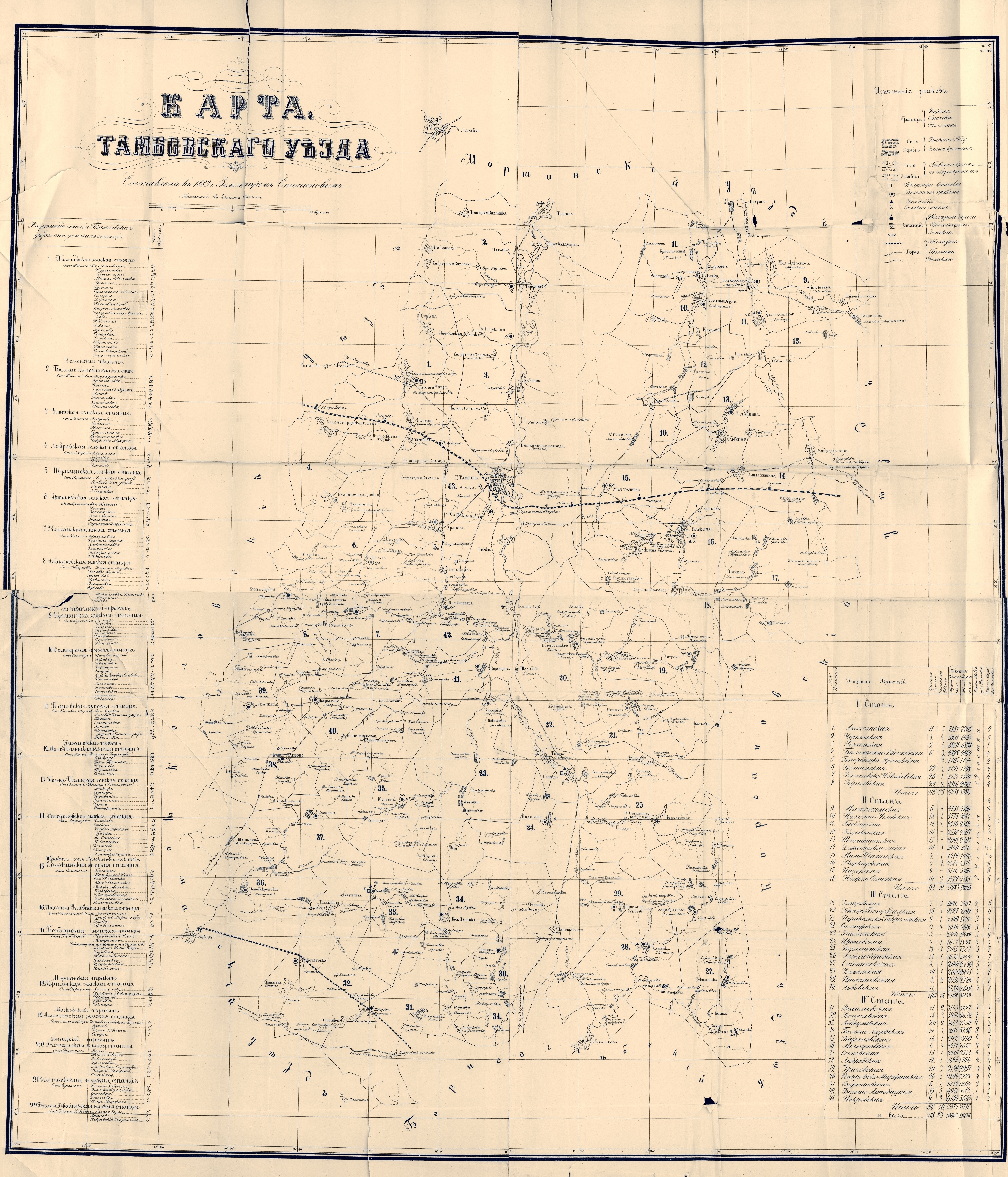
Карта Тамбовского уезда 1883 г.

Юридически Тамбовский уезд был оформлен во время административной реформы царя Петра I в 1708 году, когда он был включён в состав Азовской губернии. В 1719 году, при разделении губерний на провинции, Тамбовский уезд был отнесён к Тамбовской провинции. В 1725 году Азовская губерния стала именоваться Воронежской. В 1778 году было образовано Тамбовское наместничество, к которому был причислен Тамбовский уезд. В 1796 году Тамбовское наместничество стало именоваться Тамбовской губернией.
4 января 1923 года к Тамбовскому уезду были присоединены Карпельская, Мордовская, Ново-Никольская и Чемлыкская волости Усманского уезда.
30 июля 1928 года Тамбовская губерния и все её уезды были упразднены. Территория Тамбовского уезда отошла к новой Центрально-Чернозёмной области.

## Земская почта
Земская почта Тамбовского уезда Тамбовская губерния. Открыта 01.08.1869. Земские рассыльные 2 раза в неделю доставляли корреспонденцию из уездного центра Тамбова в волости. Доставка частной корреспонденции оплачивалась земскими почтовыми марками, которые печатались в частной типографии. На всех марках помещался уездный герб. Гасились чернилами (перечеркиванием). В 1874 плата за доставку частной корреспонденции была отменена.

Земские почтовые марки
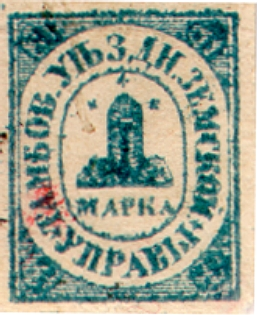
Тамбовский уезд(1870,  № 1)
Тамбовский уезд(1871,  № 2)
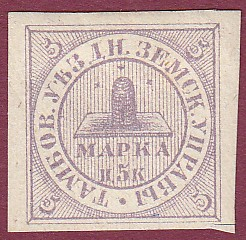
Тамбовский уезд(1872,  № 3)

## Демография
По данным переписи 1897 года в уезде проживало 422,5 тыс. чел. В том числе русские — 99,2 %. В городе Тамбове проживало 48,0 тыс. чел.. По данным 1926 года в уезде (немного увеличившемся к тому времени по площади) проживало 635,9 тыс. чел.

## Населённые пункты

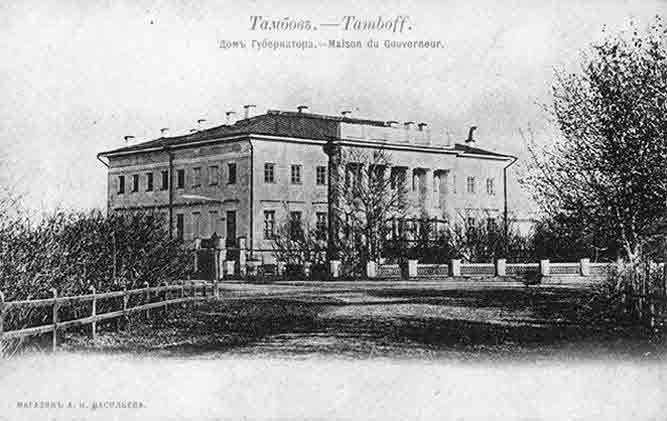
Дом губернатора в Тамбове

В 1893 году в состав уезда входило 962 населённых пунктов, наибольшие из них:
- г. Тамбов — 41 089 чел.;
- с. Рассказово — 7082 чел.;
- с. Бондари — 3772 чел.;
- с. Большая Липовица — 3657 чел.;
- с. Верхнее Спасское— 5444 чел.;
- с. Нижнее Спасское — 3913 чел.;
- с. Пахотный Угол — 5202 чел.;
- с. Никольское — 4920 чел.;
- с. Горелое — 4259 чел.;
- с. Верхоценье — 3913 чел.;
- с. Полковая Слобода — 3476 чел.;
- с. Талинка-Спасское — 3164 чел.

Мельгуно́вская волость — административно-территориальная единица в составе Тамбовского уезда. Состав селений и жителей в них по состоянию на 1897 год:
1. c. Ново-Покровское (Мельгуны) 1422
2. с. Михайловское (Политово) 1526
3. с. Шульгино (Мал. Мельгуны) 1186
4. д. Никольская (Пузинка, Дмитриевская) 377
5. д. Песчанка 183
6. д. Ахматово 995

Сосно́вская волость — административно-территориальная единица в составе Тамбовского уезда. Состав селений и жителей в них по состоянию на 1897 год:
1. c. Александровка (Сосновка) 1219
2. д. Лихачевка 100
3. с. Павловка (Челищево) 1889
4. д. хут. Павловка (Писаревка, Крутовка) 190
5. д. Заветная (Писаревка, Чибизовка) 74
6. д. Петровская (Писаревка) 165
7. Новоселки (Бушеваловка) 36
8. Никольское (Писаревка, Елизаветовская) 224
9. д. Новиковы выселки 24
10. д. Изосимовка 1-я 147
11. Изосимовка 2-я 218
12. Березовка (Малышкина) 832
13. Коровино (Березовка) 441
14. Бегичевка (Криуша, Лукино) 496
15. д. Отрог (Бегичевка) 106
16. Имения и хутора: Челищева, Писаревой, Урнижевского, Полякова, Шибкова, Павлютина, Куликова. Всего 9. 170

Итого: 6331

## Административное деление
В 1890 году в состав уезда входило 43 волости:
| № п/п | Волость                 | Волостное правление             | Число селений | Население |
| ----- | ----------------------- | ------------------------------- | ------------- | --------- |
| 1     | Абакумовская            | с. Абакумовка                   | 18            | 9880      |
| 2     | Александровская         | с. Александровка                | 12            | 3933      |
| 3     | Богородицко-Араповская  | с. Арапово                      | 11            | 3411      |
| 4     | Богословско-Новиковская | с. Новиково                     | 16            | 10394     |
| 5     | Больше-Лазовская        | с. Большая Лозовка              | 16            | 10394     |
| 6     | Больше-Липовицкая       | с. Большая Липовица             | 27            | 10274     |
| 7     | Бондарская              | с. Бондари (Анастасьевское)     | 8             | 4750      |
| 8     | Беломестно-Двойнинская  | с. Беломестная Двойня           | 6             | 9588      |
| 9     | Васильевская            | с. Васильевка                   | 11            | 6536      |
| 10    | Верхоценская            | с. Верхоценье                   | 13            | 13063     |
| 11    | Воронцовская            | с. Воронцовка                   | 6             | 2644      |
| 12    | Горельская              | с. Горелое                      | 9             | 12824     |
| 13    | Грачёвская              | с. Грачёвка                     | 9             | 4628      |
| 14    | Дмитриевщинская         | с. Дмитриевщина                 | 10            | 12058     |
| 15    | Знаменская              | с. Знаменское                   | 8             | 4922      |
| 16    | Ивановская              | с. Ивановка                     | 4             | 3746      |
| 17    | Казыванская             | с. Казывань                     | 9             | 5284      |
| 18    | Каменская               | с. Каменка                      | 10            | 4591      |
| 19    | Кариановская            | с. Кариан                       | 15            | 6278      |
| 20    | Княже-Богородицкая      | с. Княжево (Богородицкое)       | 13            | 6026      |
| 21    | Кочетовская             | с. Кочетовка                    | 18            | 12007     |
| 22    | Куньевская              | с. Куньи-Липяги                 | 20            | 4821      |
| 23    | Лавровская              | с. Лаврово                      | 12            | 3398      |
| 24    | Лысогорская             | с. Лысые Горы                   | 10            | 15867     |
| 25    | Львовская               | с. Львово                       | 11            | 4980      |
| 26    | Мало-Талинская          | с. Малая Талинка                | 4             | 3163      |
| 27    | Мельгуновская           | с. Мельгуново (Ново-Покровское) | 6             | 4961      |
| 28    | Митропольская           | с. Митрополье (Большой Ломовис) | 6             | 7499      |
| 29    | Нижне-Спасская          | с. Нижне-Спасское               | 11            | 11002     |
| 30    | Пахотно-Угловская       | с. Пахотный Угол                | 12            | 12485     |
| 31    | Периксно-Гавриловская   | с. Перикса (Жеребцовка)         | 9             | 3063      |
| 32    | Пичерская               | с. Пичер                        | 9             | 5946      |
| 33    | Покровская              | сл. Покровская                  | 12            | 11835     |
| 34    | Покровско-Марфинская    | с. Покрово-Марфино              | 22            | 5608      |
| 35    | Протасовская            | с. Протасово                    | 8             | 5766      |
| 36    | Рассказовская           | с. Рассказово                   | 6             | 10423     |
| 37    | Сампурская              | с. Сампур                       | 4             | 8374      |
| 38    | Сосновская              | с. Сосновка                     | 13            | 4573      |
| 39    | Степановская            | д. Степановка                   | 8             | 4424      |
| 40    | Татарщинская            | с. Татарщино                    | 12            | 4019      |
| 41    | Хитровская              | с. Хитрово                      | 9             | 6211      |
| 42    | Черняновская            | с. Черняное                     | 9             | 11165     |
| 43    | Экстальская             | с. Эксталь                      | 20            | 3687      |

### Административное деление в Советское время
По данным на 1 января 1926 года уезд делился на 19 волостей, которые в свою очередь делились на 144 сельсоветов:
1. Больше-Липовицкая волость
2. Бондарская волость
3. Горельская волость
4. Знаменская
5. Каменская
6. Коптевская волость
7. Лысогорская
8. Мордовская волость
9. Новосильцевская волость
10. Паново-Кустовская волость
11. Пахотно-Угловская волость
12. Покровско-Марфинская
13. Покровско-Пригородная волость (центр — Тамбов),
14. Рассказовская волость
15. Сампурская волость
16. Саюкинская волость
17. Сосновская
18. Токаревская волость
19. Федоровская.